# Clarita Berenbau
Clarita Berenbau (* 7. November 1980; † 24. April 2013) war eine uruguayische Journalistin, Radiomoderatorin und Schauspielerin.

## Leben
Clarita Berenbau begann ihre TV-Karriere im Alter von 21 Jahren. Sie war in den Canal 5-Sendungen „Tiempo de Campo“, „Cuatro Estaciones“ und dem im Canal 12 gesendeten „Vamos“ zu sehen. 2005 heiratete sie Daniel Yaquinta in Punta del Este. 2007 wurde bei ihr Brustkrebs diagnostiziert. Die Krankheit überstand sie offenbar zunächst und schrieb daraufhin das den Kampf gegen den Krebs thematisierende Buch „Vivir con él“.
Im Theater wirkte sie im Jahr 2011 an der Seite von Catalina Ferrand und Virginia Rodriguez im Teatro Anglo in „Estoy sola porque quiero“ des Regisseurs Omar Varela. Sie führte bis wenige Monate vor ihrem Tod gemeinsam mit Juan Sader durch die Sendung „Viva la tarde“ bei Radio Sarandí. Am 24. April 2012 wurde sie Mutter der beiden Zwillinge Guadalupe und Salvador. Daraufhin zog Berenbau sich aus den Medien zurück. Am Tag des ersten Geburtstags ihrer Kinder verstarb sie im Alter von 32 Jahren.